# Box lacrosse

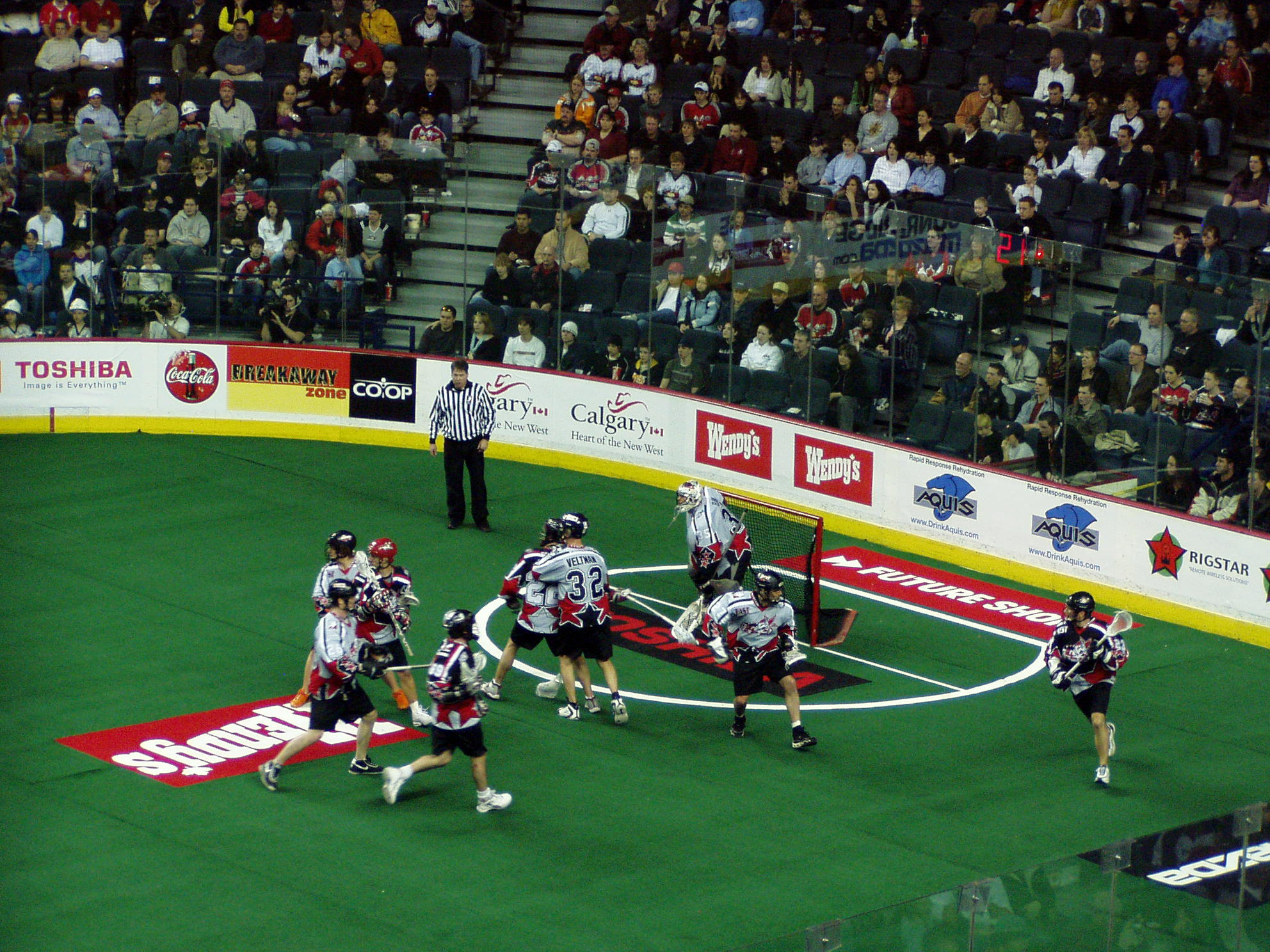
Uma partida de box lacrosse.

O box lacrosse, também conhecido como boxla, é um esporte que surgiu de uma variação do lacrosse jogada em recintos fechados criada no Canadá.

## Regras

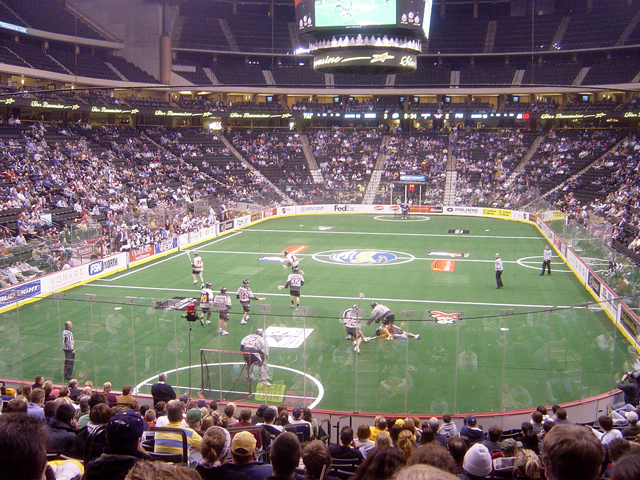
Arena de box lacrosse.

Os jogos são disputados em recintos fechados em campos com a mesma dimensão dos de hóquei no gelo (entre 55 e 61m de comprimento por entre 24 e 27m de largura). A partida é disputada em 4 períodos de 15 minutos cada. Cada time joga com 6 jogadores titulares, um goleiro e cinco na linha. O bastão tem entre 1 e 1,2m de comprimento.